# Белобрюхий бананоед
Белобрюхий бананоед (лат. Crinifer leucogaster) — вид птиц из семейства тураковых.

## Описание
Длина тела составляет до 50 см. Окраска оперения верхней части тела серая, брюхо белое. На голове хохолок, поднимающийся при беспокойстве. Концы крыльев чёрные, длинный хвост серый. Клюв у самцов чёрный, а у самок зеленоватый.

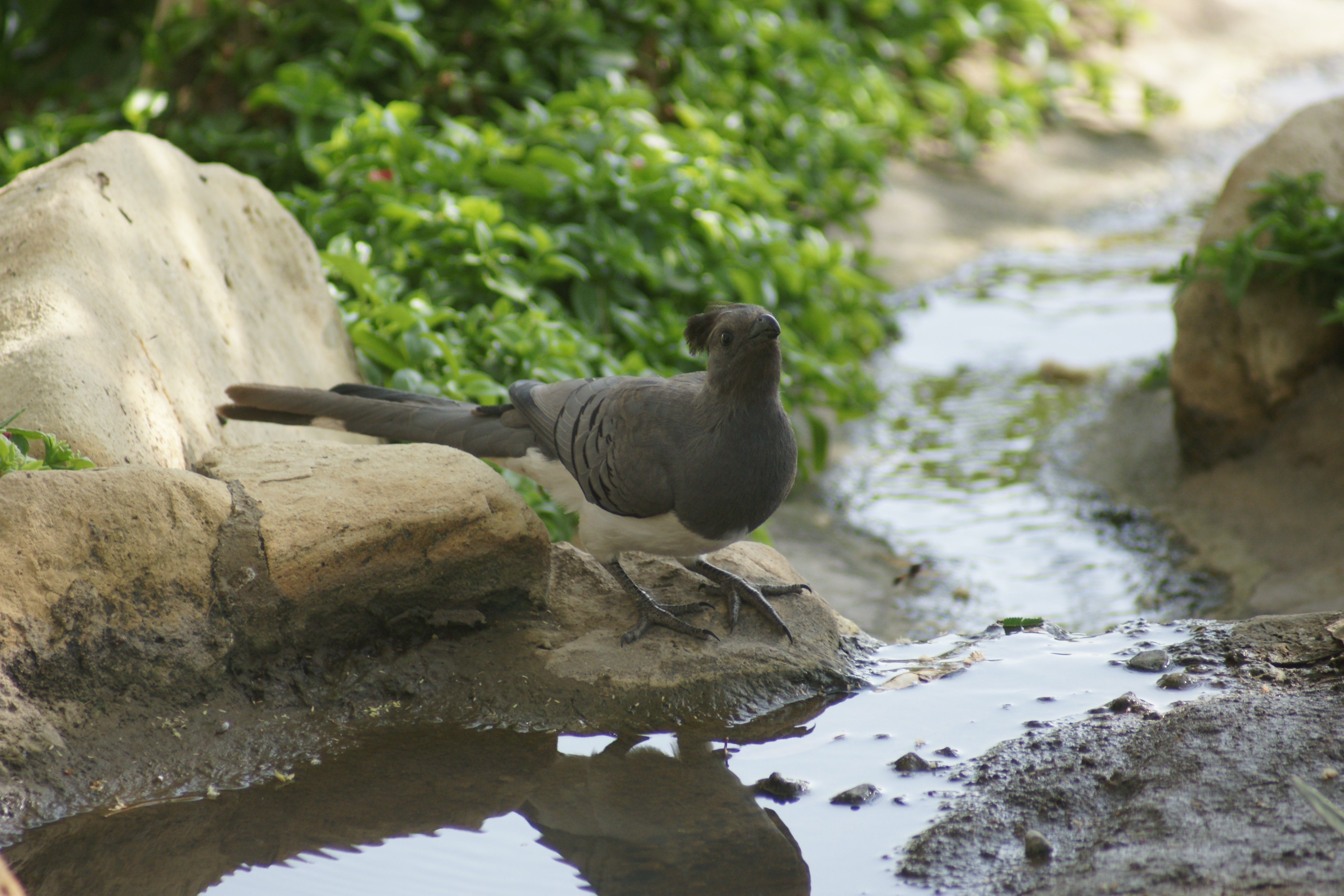
Самец
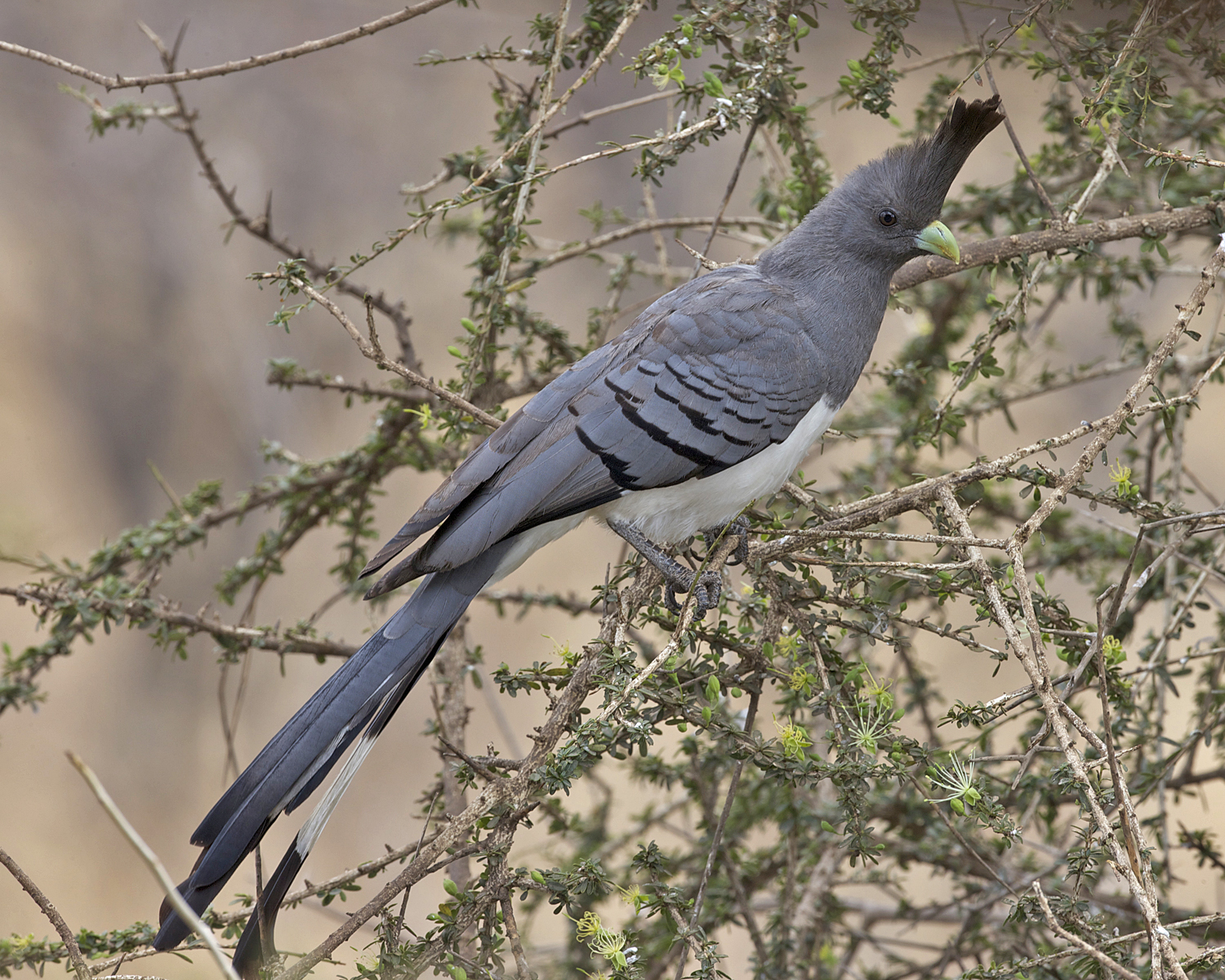
Самка

## Образ жизни
Птицы общительны и питаются, прежде всего, ягодами и другими плодами. В поисках корма они ловко пробираются сквозь густые колючие кустарники. Крики напоминают звук «гаар-варр».

## Распространение
Вид распространён на востоке Африки, от юга Судана и центральной части Эфиопии и Сомали, через Уганду и Кению до северной половины Танзании. Обитает в засушливых ландшафтах, держась, прежде всего, в поросших акациями саваннах. Поднимается до высоты 1700 метров.